# Synandropus
Synandropus é um género botânico pertencente à família Menispermaceae.

## Espécies
- Synandropus membranaceus A.C.Sm.

1. ↑  «Synandropus — World Flora Online». www.worldfloraonline.org. Consultado em 19 de agosto de 2020